# Scaligera Basket Verona
Scaligera Basket Verona is een professionele basketbalclub uit Verona in Italië die uitkomt in de Lega Basket Serie A. De club won haar eerste grote prijs in 1991, toen ze bekerwinnaar werden door in de finale te winnen van Stefanel Milano met 79-72. In 1996 wonnen ze de Supercup. In 1997 speelde ze de finale om de Saporta Cup. Ze verloren van Real Madrid uit Spanje met 78-64. Een jaar later speelde ze de finale om de Korać Cup. Ze wonnen van Rode Ster Belgrado uit Joegoslavië met een totaalscore van 141-138 over twee wedstrijden.

## Erelijst
- Bekerwinnaar Italië: 1
  - Winnaar: 1991
  - Runner-up: 1994, 1996

- Supercupwinnaar Italië: 1
  - Winnaar: 1996

- Saporta Cup:
  - Runner-up: 1997

- Korać Cup: 1
  - Winnaar: 1998

## Bekende (oud)-spelers
- - Mike Iuzzolino
- Roberto Dalla Vecchia
- Dimitri Lauwers
- - Dražen Dalipagić
- Sasha Vujačić
- Jeff Trepagnier
- Spud Webb

## Sponsornamen
- 1974-1984: Vicenzi Biscotti Verona
- 1985-1987: Citrosil Verona
- 1987-1994: Glaxo Verona
- 1994-1995: Birex Verona
- 1995-1998: Mash Jeans Verona
- 1998-2002: Müller Verona
- 2008-heden Tezenis Verona